# Класифікація електромагнітних полів
У диференціальній геометрії та теоретичній фізиці класифікація електромагнітних полів є точковою класифікацією бівекторів у кожній точці лоренцевого різноманіття.

## Теорема про класифікацію
Електромагнітне поле в точці p, тобто подія, лоренцевого простору-часу представляє собою дійсний бівектор  F = Fab визначений над дотичним простором у p.
Дотичний простір при p ізометричний як дійсний внутрішній простір до E 1,3. Тобто він має таке саме поняття величини та кута вектора, як і простір-час Мінковського. Щоб спростити позначення, ми припустимо, що простір-час є Мінковським простір-часом.
Бівектор F  є характеристикою теореми про класифікацію електромагнітних полів  по відношенню до метрики Лоренца η = ηab шляхом вивчення   та  визначення  "основних нульових напрямків".
Це означає, що бівектор F ab отримує кососиметричний лінійний оператор Fab = Facηcb визначений зниженням одного показника з метрикою. Він діє на дотичний простір при p на ra → Fabrb. Символ F використовується  для позначення бівектора.
Ми згадуємо дихотомію, взяту з зовнішньої алгебри. Бівектор  називається простим коли його можна записати як F = v ∧ w, де v, w лінійно незалежні величини. Будь ненульовий бівектор над 4-мірним векторним простором або простий, або може бути записаний як F = v ∧ w + x ∧ y, де v, w, x та y лінійно незалежні. Сформульована таким чином, дихотомія  посилається на зовнішню алгебру. Легко бачити, що асоційований кососімметрічний лінійний оператор F a b має ранг 2 в першому випадку і ранг 4 у другому.
Щоб сформулювати теорему кваліфікації електромагнітних полів, ми розглядаємо проблему власних значень для F, тобто завдання пошуку власних значень λ і власних векторів r, що задовольняють рівняння для власних значень
{\displaystyle F^{a}{}_{b}r^{b}=\lambda \,r^{a}.}
Коса симетрія F означає, що:
- або власний вектор r є нульовим вектором (тобто η(r,r) = 0 ), або власне значення λ дорівнює нулю, або обидва.

Одномірний підпростір, який породжений нульовим власним вектором, називається головним нульовим напрямком бівектора.
Теорема характеризує можливі головні нульові напрямки бівектора. У ній зазначено, що для будь-якого ненульового бівектора повинен виконуватися один з указаних варіантів:
- бівектор має один "повторний" головний нульовий напрямок; в даному випадку, сам бівектор вважається нульовим ,
- бівектор має два різних головних нульових напрямки; у цьому випадку бівектор називається ненульовим.

Зазначимо, що для будь-якого ненульового бівектора два власні значення, пов'язані з двома різними основними нульовими напрямками, мають рівнозначну величину, але протилежний знак, λ = ±ν, тому є три підкласи ненульових бівекторів:
- космічні : ν = 0
- часові : ν ≠ 0 і rank F = 2
- непрості : ν ≠ 0 і rank F = 4 ,

де ранг відноситься до рангу лінійного оператора F. 

## Фізичне пояснення
Дана алгебраїчна класифікація бівекторів має важливе застосування в релятивістській фізиці : електромагнітне поле представлено кососиметричним полем тензору другого рангу і  ми  отримуємо алгебраїчну класифікацію електромагнітних полів.
Тензор електромагнітного поля   у декартовій діаграмі космічного часу Мінковського  має складові
{\displaystyle F_{ab}=\left({\begin{matrix}0&B_{z}&-B_{y}&E_{x}/c\\-B_{z}&0&B_{x}&E_{y}/c\\B_{y}&-B_{x}&0&E_{z}/c\\-E_{x}/c&-E_{y}/c&-E_{z}/c&0\end{matrix}}\right)}
де {\displaystyle E_{x},E_{y},E_{z}} і {\displaystyle B_{x},B_{y},B_{z}}  компоненти електричного та магнітного полів, виміряні у спокої в наших координатах інерційним спостерігачем. У релятивістській фізиці зручно працювати з геометризованими одиницями, в яких {\displaystyle c=1}. У теорії відносності метрика Мінковського {\displaystyle \eta } використовується для підвищення та зниження індексів.

### Інваріанти
Основні інваріанти електромагнітного поля зазначені нижче:
{\displaystyle P\equiv {\frac {1}{2}}F_{ab}\,F^{ab}=\|{\vec {B}}\|^{2}-{\frac {\|{\vec {E}}\|^{2}}{c^{2}}}=-{\frac {1}{2}}{}^{*}F_{ab}\,{}^{*}F^{ab}}
{\displaystyle Q\equiv {\frac {1}{4}}F_{ab}\,{}^{*}F^{ab}={\frac {1}{8}}\epsilon ^{abcd}F_{ab}F_{cd}={\frac {{\vec {E}}\cdot {\vec {B}}}{c}}}.
(Основні тому, що кожен інший інваріант можна  виразити через ці два. )
Нульове електромагнітне поле характеризується {\displaystyle P=Q=0}. При цьому електричне та магнітне поля перпендикулярні і  мають однакову величину (в геометризованих одиницях). Прикладом нульового поля є плоска електромагнітна хвиля в просторі Мінковського.
Ненульове електромагнітне поле характеризується {\displaystyle P^{2}+Q^{2}\neq \,0}. У випадку {\displaystyle P\neq 0=Q}, існує інерційна система відліку в якій електричне або магнітне поле зникає.  Їх називають відповідно магнітостатичне або електростатичне поле.  Якщо {\displaystyle Q\neq 0}, існує інерційна система, в якій  магнітне та електричне поля пропорційні.

## Вигнуті лоренцеві різновиди
Згадані ситуації стосуються лише простір-часу Мінковського. Якщо ми  замінимо "інерційний кадр" вище на поле кадру, на вигнутих колекторах все працює точно так же.